# Позволь злу уйти на запад
«Позволь злу уйти на запад» (англ. Let the Evil Go West) — предстоящий фильм ужасов режиссёра Кристиана Тафдрупа. Главные роли в нём исполнят Себастиан Стэн и Лили Джеймс.

## Сюжет
В центре сюжета фильма — работник железной дороги, который обнаруживает ценный клад при крайне неприятных обстоятельствах. В то время как ужасающие видения и проявления приводят его к безумию, его жена убеждается, что в их семье поселилось зло.

## В ролях
- Себастиан Стэн
- Лили Джеймс

## Производство
О начале работы над фильмом стало известно в мае 2024 года. Режиссёром стал Кристиан Тафдруп, а на главные роли утверждены Себастиан Стэн и Лили Джеймс.
Компании north.five.six. принадлежат международные права на фильм и она представит его покупателям на Каннском кинорынке, а компании CAA Media Finance и UTA Independent Film Group финансируют производство и займутся продажами на внутреннем рынке.